# Billy Al Bengston
Billy Al Bengston est un peintre, lithographe, céramiste et sculpteur américain né le 7 juin 1934 à Dodge City au Kansas et mort le 8 octobre 2022 à Venice, un quartier de Los Angeles en Californie.

## Biographie

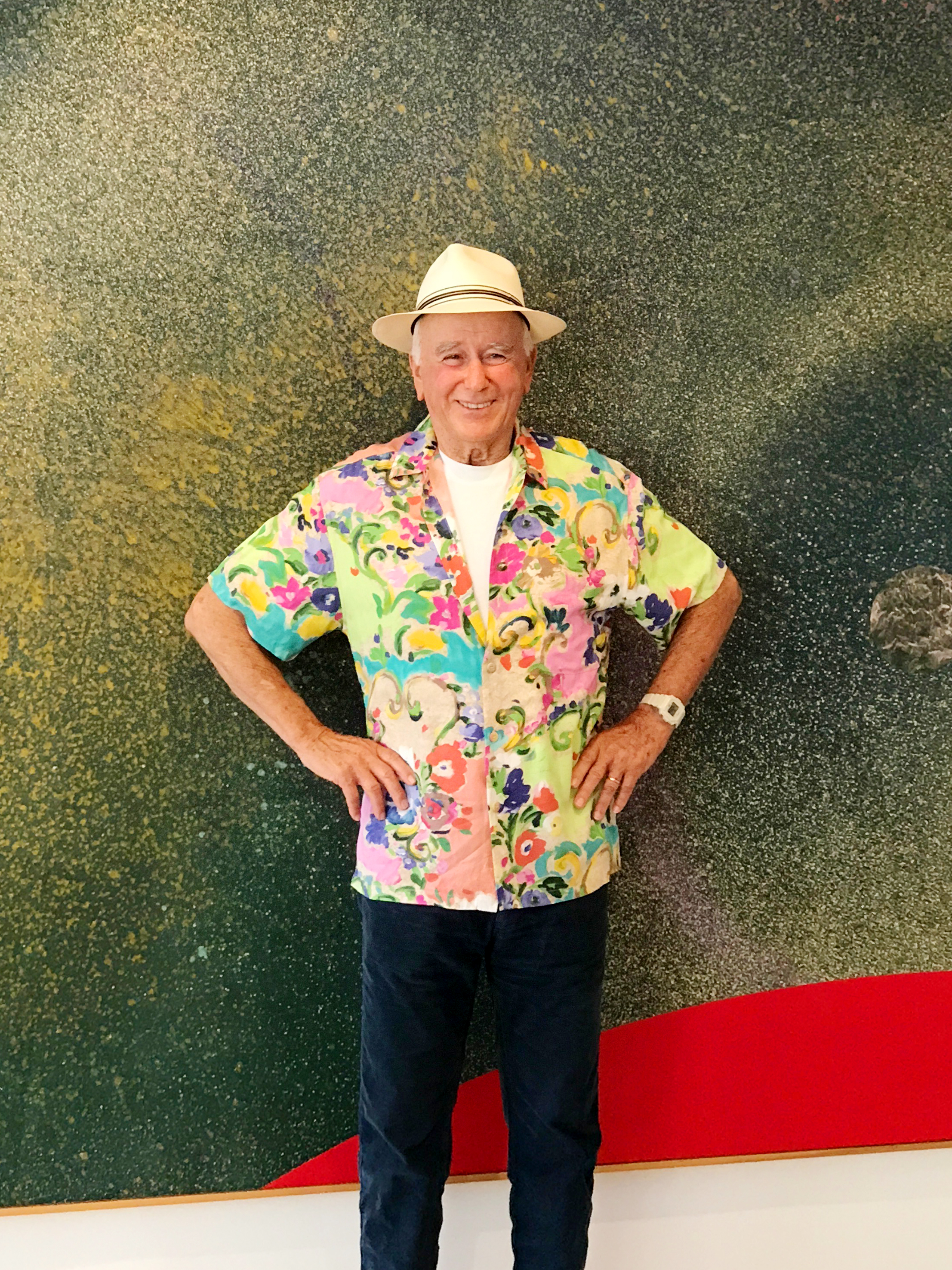
Billy Al Bengston en 2017.

Billy Al Bengston a fréquenté le Tamarind Institute, où il a produit plusieurs lithographies.